# Klaus-Peter Dehde
Klaus-Peter Dehde (* 29. Juli 1959 in Hamburg) ist ein deutscher Kommunalpolitiker (SPD).

## Leben
Nach der Ausbildung und Tätigkeit als Fernmelde-Aufklärer und Auswerter bei der Bundeswehr absolvierte er eine Ausbildung zum Finanzwirt.
Seit seiner Heirat in Wismar im Dezember 2020 lebt er mit seiner Frau Nicole-Birgitta in Neu Darchau.
Er war von 1999 bis 2008 Landtagsabgeordneter in Niedersachsen. Im Landtag gehörte er unter anderem den Ausschüssen für Rechts- und Verfassungsfragen, für Medienfragen und dem Umweltausschuss an. Von 2006 bis 2008 war er Vorsitzender des Umweltausschusses. Zudem wirkte er im Untersuchungsausschuss zum Jade-Weser-Port mit. In der SPD-Landtagsfraktion war er als Sprecher für die Energie- und Atompolitik verantwortlich.
Er verlor bei der Landtagswahl am 2. Februar 2003 mit 30,4 % der Stimmen die Direktwahl im Wahlkreis 59 (Lüchow) und zog über die Landesliste der SPD als Abgeordneter in den Niedersächsischen Landtag ein. 2007 unterlag er innerparteilich dem Dahlenburger Franz-Josef Kamp bei seiner Bewerbung um die SPD-Landtagskandidatur im neugebildeten Landtags-Wahlkreis Elbe und musste den Landtag deshalb 2008 verlassen. Er bewarb sich sowohl 2007 als auch 2012 vergeblich um eine erneute Landtags-Kandidatur.
Von August 2016 bis Dezember 2023 arbeitete er für die Deutsche Angestellten-Akademie (DAA). Dehde leitete zunächst das Harburger Kundencenter mit 2 Standorten. Seit 2019 hatte er zusätzlich die Leitung des Kundencenter Bergedorf mit ebenfalls 2 Standorten übernommen und fungiert als Regionalleiter Hamburg Süd der DAA.
Nach der Sozialwahl 2017 wirkte Dehde im Finanzausschuss des Verwaltungsrates der BARMER Krankenkasse mit. Seit Mitte 2020 ist er zudem ordentliches Mitglied im Verwaltungsrat der BARMER und fungiert als Sprecher der BARMER Versicherten Gemeinschaft, der unabhängigen Interessenvertretung der Versicherten in der gesetzliche Krankenversicherung. Diese war bei der Sozialwahl als weitaus stärkste Gruppierung in den Verwaltungsrat eingezogen. Bei der Sozialwahl 2023 zog die BARMER Versicherten Gemeinschaft – die Unabhängigen erneut als stärkste Kraft in den Verwaltungsrat der BARMER ein und bildet dort mit der Vertreterin der BfA/DRV Gemeinschaft – Die Unabhängigen eine Fraktion, deren Sprecher Dehde bis Januar 2025 war.
Am 11. Oktober 2021 wurde ihm als Zeichen ehrender Anerkennung für besonders hervorragende Verdienste um die Gemeinde und die Bürgerschaft der Gemeinde Neu Darchau die Ehrenmedaille des Niedersächsischen Städte- und Gemeindebundes verliehen.
Am 21. Februar 2024 wurde ihm durch den Bundespräsidenten Frank-Walter Steinmeier für seine besonderen Verdienste um die Bundesrepublik Deutschland das Verdienstkreuz am Bande des Verdienstordens der Bundesrepublik Deutschland verliehen.

## Politik
Dehde ist seit 1976 Mitglied der SPD und engagierte sich bei den Jusos. Von 1992 bis 2017 war er Vorsitzender des SPD-Unterbezirkes Uelzen / Lüchow-Dannenberg. Darüber hinaus ist er seit 1986 Ratsherr der Gemeinde Neu Darchau. Von 1998 bis zur Abwahl in 2001 war er Bürgermeister der Gemeinde. Dieses Amt bekleidet er seit dem 22. Mai 2014 wieder. Aus der Kommunalwahl 2021 ging Dehde als Ratsherr mit den meisten Stimmen in seiner Gemeinde hervor. Klaus-Peter Dehde ist ebenfalls Ratsherr der neu gegründeten Samtgemeinde Elbtalaue, ein Mandat, das er bereits ab 2001 in der mittlerweile aufgelösten Samtgemeinde Hitzacker (Elbe) innehatte. 2014 kandidierte er erfolglos gegen den parteilosen Samtgemeindebürgermeister Jürgen Meyer. 1986 wurde er Mitglied des Kreistags (Landkreis Lüchow-Dannenberg). Seit 1992 leitete er dort die SPD-Kreistagsfraktion und in verschiedenen Zusammensetzungen die Mehrheitsgruppe gegen die kerntechnischen Anlagen in Gorleben. Seit der Kommunalwahl 2016 ist die von ihm geführte SPD-Fraktion nur noch die drittstärkste Kraft in einer Mehrheitsgruppe mit der führenden CDU und der atomkritischen Unabhängigen Wählergemeinschaft (UWG). Sein eigenes Ergebnis sank von ehemals 1500 Stimmen im Jahre 2001 auf 600 Stimmen bei der Kommunalwahl 2016. Von Beginn an ist er Mitglied im Kinder- und Jugendhilfeausschuss des Landkreises und seit 1991 dessen Vorsitzender. Nach 35 Jahren als direkt gewählter Kreistagsabgeordneter aus der Gemeinde Neu Darchau scheidet Dehde zum 31.10.21 aus dem Kreistag aus. Er trat nicht mehr zur Wahl an, um sich auf sein Amt als Bürgermeister zu konzentrieren. Damit endet auch seine 30-jährige Tätigkeit als Vorsitzender des Kinder- und Jugendhilfeausschusses.

## Weitere Aktivitäten
Seit 2003 war Dehde stellvertretender Vorsitzender des AWO-Bezirksverbandes Hannover. Ausgehend von dieser Tätigkeit nahm er ehrenamtlich weitere Funktionen auf Landes- und Bundesebene der Arbeiterwohlfahrt wahr. So leitete er den Aufsichtsrat der AWO Jugendhilfe- und Kindertagesstätten gGmbH, einem Unternehmen mit Einrichtungen von Göttingen bis Stade und mehr als 700 Beschäftigten. Nach einer Änderung der Organisation setzt er sein Engagement als stellvertretender Vorsitzender des Präsidiums fort.
Bei der letzten Sozialwahl 2017 kandidierte Dehde auf der Liste der BARMER VersichertenGemeinschaft e.V. für die Selbstverwaltungsgremien der BARMER Krankenkasse. Inzwischen gehört er dem Verwaltungsrat erneut an.
Bis zur Auflösung der Einrichtung im Jahre 2008 wirkte Klaus-Peter Dehde als Vorsitzender des Bildungsvereines Jagdschloss Göhrde e.V.